# McLean Stevenson
McLean Stevenson (14 de noviembre de 1929 - 15 de febrero de 1996) fue un actor estadounidense. Fue conocido por su papel de Henry Blake en el programa de televisión, M*A*S*H. Dejó la serie en 1975 y su personaje fue asesinado.
Su abuelo Adlai E. Stevenson fue Vicepresidente de los Estados Unidos para el Grover Cleveland, y su primo Adlai Stevenson II fue gobernador de Illinois y se presentó sin éxito para la presidencia en dos ocasiones en la década de 1950, ante Dwight D. Eisenhower en ambas ocasiones.
Irónicamente, Roger Bowen, quien interpretó a Henry Blake en la versión cinematográfica de 1970 de MASH, murió al día siguiente de Mac Stevenson lo hizo, y de la misma causa, un ataque al corazón.